# New Berlin (oraș), New York
New Berlin este un oraș din comitatul Chenango, statul New York, Statele Unite ale Americii. La recensământul din anul 2000, orașul avea o populație de 2.803 locuitori. Satul cu același nume, situat la marginea teritoriului orașului, aparține de oraș. New Berlin se află la est de localitatea Norwich, sediul comitatului.